# Paul Angelis
Paul Angelis (Liverpool, 18 de janeiro de 1943 - Londres, 19 de março de 2009) foi um ator e escritor britânico, mais conhecido por interpretar a personagem PC Bannerman na série britânica Z-Cars.

## Primeiros anos
Ele estudou no St. Francis Xavier's College, Liverpool e no St Mungo's Academy em Glasgow, depois ele trabalhou para bancos comerciais por seis anos antes de ser ator pela Royal Conservatoire of Scotland. Depois mudou-se para Londres, ele em seguida excursionou com companhia de teatro infantil.

## Vida pessoal
Paul era irmão mais velho do também ator Michael Angelis.

## Morte
Angelis morreu em 19 de março de 2009 em Lambeth, Londres, Inglaterra, aos 66 anos.